# Койтас (Карагандинская область)
Койтас (каз. Қойтас) — село в Шетском районе Карагандинской области Казахстана. Входит в состав Тагылинского сельского округа. Код КАТО — 356483200.
В советские времена село называлось также Карасаз.

## Население
В 1999 году население села составляло 121 человек (64 мужчины и 57 женщин). По данным переписи 2009 года, в селе проживало 89 человек (46 мужчин и 43 женщины).